# Basilique Sainte-Marie de Cracovie
Pour les articles homonymes, voir Basilique Sainte-Marie.
La basilique Sainte-Marie de Cracovie ou basilique Notre-Dame de Cracovie (polonais : Kościół Mariacki ou Kościół archiprezbiterialny pw. Wniebowzięcia Najświętszej Marii Panny, littéralement Basilique de l'Assomption-de-la-Bienheureuse-Vierge-Marie), est une imposante église de style gothique avec des éléments Renaissance qui se dresse sur un angle de la Place du Marché à Cracovie, l'ancienne capitale de Pologne. Emblème de la ville orné de deux tours massives et asymétriques, la basilique est dédiée à l'Assomption de la Vierge. 
Elle est particulièrement réputée pour son monumental retable de bois réalisé en 1477-1489 par l'Allemand Veit Stoss (polonisé en Wit Stwosz) et pour son appel de la trompette - Hejnał - qui retentit à chaque heure depuis la plus haute tour. Diffusé depuis 1928 à la radio nationale, il marque le milieu de la journée pour tout le pays. 

## Histoire
La basilique Sainte-Marie de Cracovie fut construite sur les fondations d’une ancienne église romane détruite en 1220 lors d’invasions tatares. La construction commença au XIIIe siècle et le nouvel édifice fut consacré vers 1320. Au cours des siècles suivants, le corps et comme l'intérieur du bâtiment subirent des changements.
La partie principale de l'église actuelle date du XIVe siècle. Orientée vers l'Est, comme il est de tradition, l'église conserve sa position d'origine, désaxée par rapport à la forme octogonale de la place sur laquelle elle se trouve, qui fut dessinée plus tard. Les vitraux médiévaux de cette époque survécurent dans trois fenêtres, d'autres furent réalisés au XIXe siècle par, entre autres, Stanisław Wyspiański et Józef Mehoffer.
Les deux tours carrées de la façade furent achevées dans les années 1400-1406. La tour nord fut surélevée et adaptée pour servir de tour de guet de la ville, coiffée d'un casque polygonal gothique pointu en 1478 et ornée par la couronne mariale dorée en 1666. Du haut de cette tour de 81 mètres, un héraut sonne du clairon toutes les heures vers les quatre points cardinaux du monde. Cracovie est la seule ville au monde où la tradition médiévale de jouer l'appel du clairon est entretenue jusqu'à nos jours. Depuis 1928, cet air ancien - hejnał - est également transmis en direct dans tout le pays par la première chaîne de la radio publique pour marquer midi ,.
La tour plus basse (69 mètres) coiffée au XVIe siècle d'une coupole de style Renaissance abrite cinq cloches. La plus ancienne est la cloche des bourgeois offerte par les habitants de la ville lors de la consécration de l'église en 1320, puis vient Tenebrat offert par le roi Ladislas II Jagellon vers 1388, Misjonał (1387) et Półzygmunt, qui est aussi la plus grande de toutes, offerte par la noblesse en 1438. La toute récente cloche saint Joseph a été fondue en 2019 à l'occasion du 700e anniversaire de la basilique.

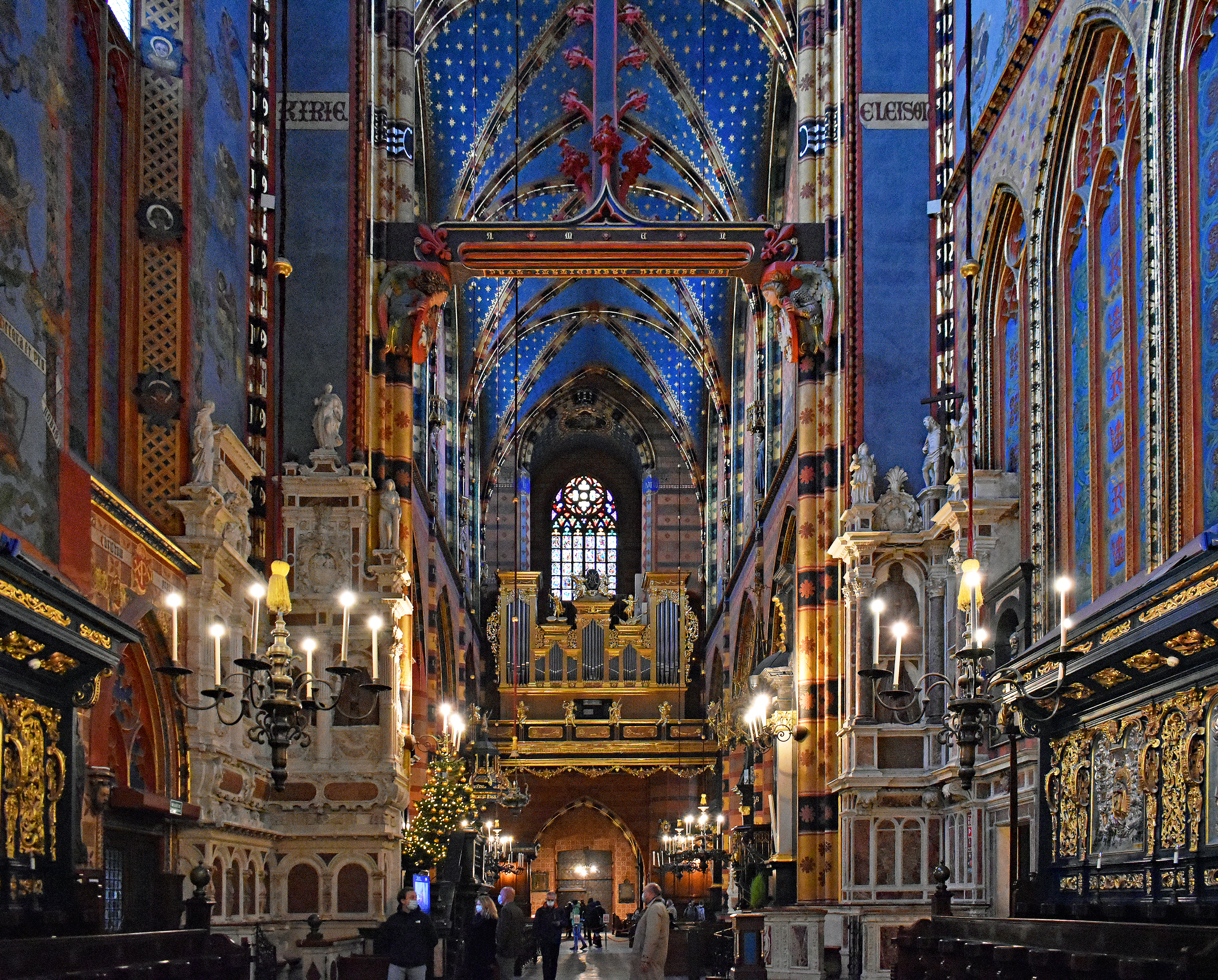
Intérieur de la basilique.

Au XVIIIe siècle, l'intérieur de l'église s'adapta à la mode baroque. Elle se dota alors d'un porche dont la forme architecturale polygonale couronnée d'une tourelle ajourée imite la chapelle du Saint-Sépulcre de Jérusalem. La porte en bois du porche, décorée de têtes sculptées de prophètes, apôtres et saints polonais, fut réalisée en 1929.
Le cimetière de l'église fut liquidé en 1795 et certaines épitaphes du cimetière furent alors incrustées dans les murs de l'église. La place ainsi dégagée est connue sous le nom de la place Sainte-Marie.
L'église fut entièrement restaurée à la fin du XIXe siècle, sous la direction de Tadeusz Stryjeński. C'est de cette époque que datent les peintures de la voûte imitant le ciel étoilé et les motifs ornementaux et héraldiques des murs. Elles furent conçues par Jan Matejko, en collaboration avec Stanisław Wyspiański et Józef Mehoffer.  
On peut y voir une plaque commémorative en l'honneur de Jean-Paul II qui fut archevêque de la ville avant de devenir pape.

## Le retable de Wit Stwosz

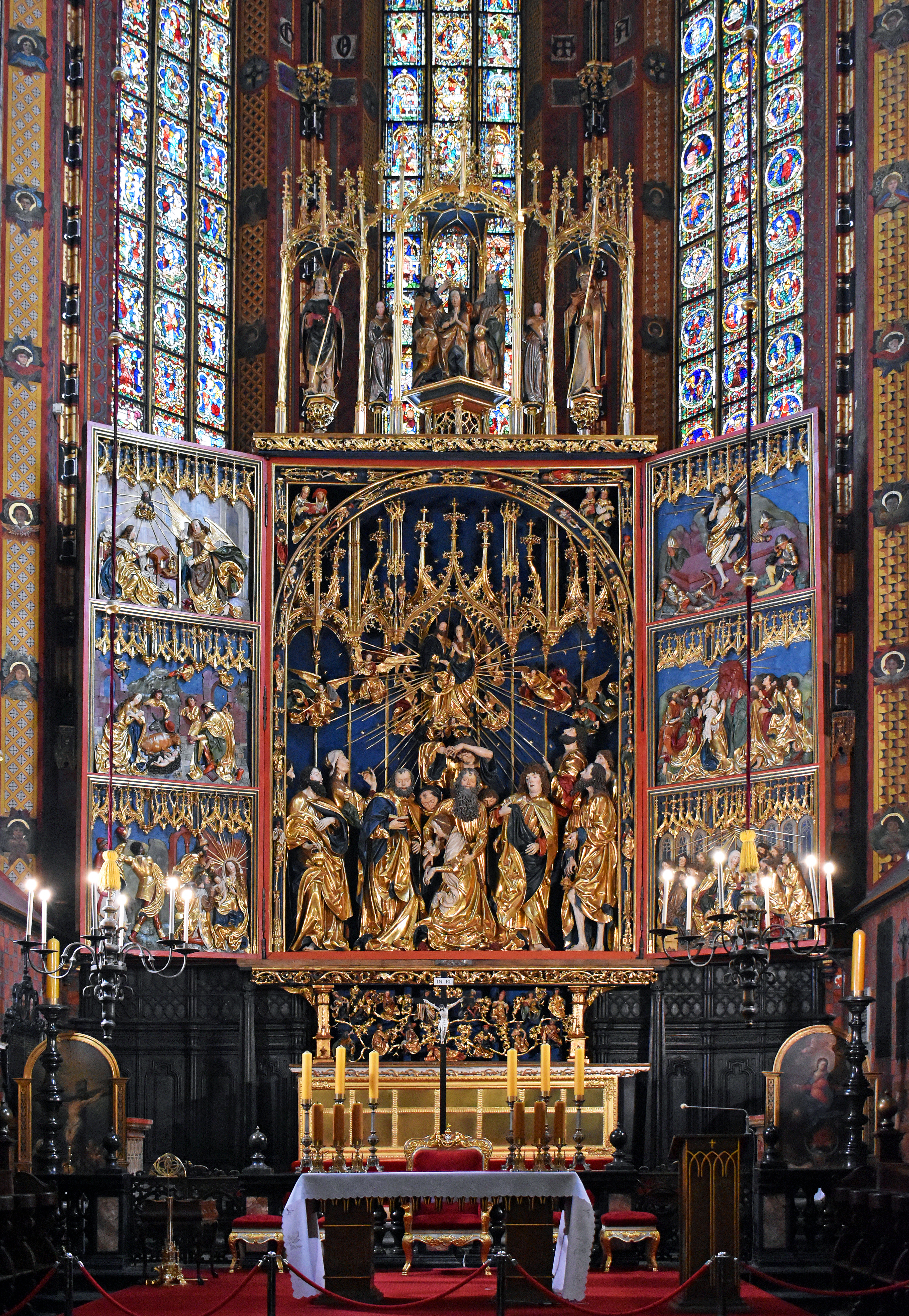
Retable gothique par Veit Stoss (Wit Stwosz).

Le plus grand retable gothique en bois d'Europe, le grand retable de Veit Stoss, orne le maître-autel : il est considéré comme l'un des chefs-d'œuvre de la sculpture du bas Moyen Âge. Son auteur naquit vers 1448 dans la petite ville de Horb am Neckar. Venu de Nuremberg à Cracovie en 1477, il y vécut une vingtaine d'années puis retourna à Nuremberg où il mourut en automne 1533.
Veit Stoss (Wit Stwosz en polonais) commença son œuvre grandiose le 25 mai 1477. Lorsque, après six ans de travail, le conseil municipal vit le retable en cours d'exécution, il s'émerveilla au point d'exonérer d'impôt le sculpteur. Le retable fût terminé en juillet 1489, au terme de douze ans de travail.
Pendant la Seconde Guerre mondiale, le retable fut démonté et emporté par les Allemands en Allemagne et dissimulé dans divers endroits. Retrouvé après la guerre, il a été rapatrié en 1946 à Cracovie en très mauvais état. Entièrement restauré, il est revenu en 1957 à l'église, étant remonté à l'aide du treuil même dont s'était servi Veit Stoss en 1489 et qui se trouve dans le grenier du chœur, au-dessus du retable.
Le retable se compose de cinq parties (pentaptyques) : un panneau central et quatre volets dont deux sont mobiles et deux fixes. Sa base est constituée par la prédelle qui repose sur la table d'autel ; elle représente la généalogie de la Vierge, dite Arbre de Jessé, d'après le dessin de l'artiste néerlandais Israhel van Meckenem.
Le retable fermé comporte douze tableaux - bas-reliefs - représentant des scènes de la vie de la Vierge Marie et du Christ. Soit de la gauche vers la droite, de haut en bas :
- Rencontre de saint Joachim et de sainte Anne ;
- Nativité de la Vierge Marie ;
- Présentation de la Vierge Marie au Temple ;
- Présentation de Jésus au Temple ;
- Jésus au milieu des docteurs ;
- Arrestation de Jésus ;
- Crucifixion ;
- Descente de la Croix ;
- Mise au tombeau ;
- Le Christ dans l'Abîme ;
- Trois Maries près du Tombeau ;
- Le Christ avec sainte Madeleine.

Les volets ouverts laissent apparaître la scène centrale de la Dormition et de l'Assomption de la Vierge, qui renoue avec la Légende dorée selon laquelle Marie mourut sans souffrir, entourée des apôtres. Dans l'encadrement de cette scène sont placés des prophètes et des patriarches ; dans les angles supérieurs, les Pères de l'Église : Grégoire, Jérôme, Ambroise et Augustin.
Le volet gauche comporte de haut en bas les scènes de l'Annonciation, de la Nativité, de L'Adoration des mages; le volet droit, les scènes de la Résurrection, de l'Ascension, de la Pentecôte.
Le sommet du retable est composé de la représentation du Couronnement de la Mère de Dieu et des patrons du Royaume de Pologne : saint Stanislas et saint Adalbert.
Ouvert, le retable mesure 11,00 m de largeur et 12,85 m de hauteur ; le panneau central est large de 5,34 m et haut est de 7,25 m - il est de même hauteur que les volets. Les statues les plus hautes ont 2,8 m et pèsent plusieurs centaines de kilogrammes. 
Maître Stoss utilisait pour l'exécution de son œuvre trois espèces de bois : du chêne, pour tous les éléments portants, du mélèze, pour le boisage de l'ensemble de l'autel et du tilleul dans lequel il a sculpté plus de 200 personnages et près de 2 000 détails : fleurons, remplages, ajours. Les lourds troncs des tilleuls vieux de 500 ans étaient choisis par lui-même, puis transportés à Cracovie, par voie fluviale de la forêt de Niepołomice.
Dans le coin droit du compartiment Crucifixion se tient un homme pensif, vêtu d'une riche pelisse. La tradition affirme que Stoss avait l'habitude de se représenter ainsi.

## Légendes
Selon une légende, la construction de la basilique fut confiée à deux frères, chacun devant construire une tour. Une rivalité se développa alors entre les deux frères et chacun s'attela à construire la tour plus grande et plus majestueuse que l'autre. Le plus jeune, n'ayant pas réussi à bâtir une tour aussi grande que celle de son aîné, ne put supporter la défaite et poignarda son rival. Rongé par les remords, il s'enfonça ensuite le couteau dans le cœur. 
Une autre légende raconte que pendant l'invasion des Tatars, probablement vers 1241, un guetteur de la grande tour vit les troupes ennemies approcher la ville et donna l'alerte aux habitants, mais une flèche mongole lui transperça la gorge avant qu'il ne puisse terminer. Le message fut donc brutalement interrompu, et, aujourd'hui encore, la mélodie du hejnał mariacki s'arrête au milieu d'une phrase musicale. Cette légende n'est pas documentée avant un livre de 1929, Le Trompettiste de Cracovie (pl) de l'Américain Kelly (pl), il est très possible que ce soit une invention du XXe siècle.

## Culture
Le film polonais de 1961, La Pantoufle dorée, prend pour cadre la basilique et met en scène un jeune sculpteur qui travaille à la création du retable, sous la houlette du maître Stoss. Dans le récit, pour le récompenser de son talent, le roi Casimir IV Jagellon lui offre une paire de pantoufles dorées qu'il perdra dans l'autel lors de la cérémonie d'inauguration.

## Galerie

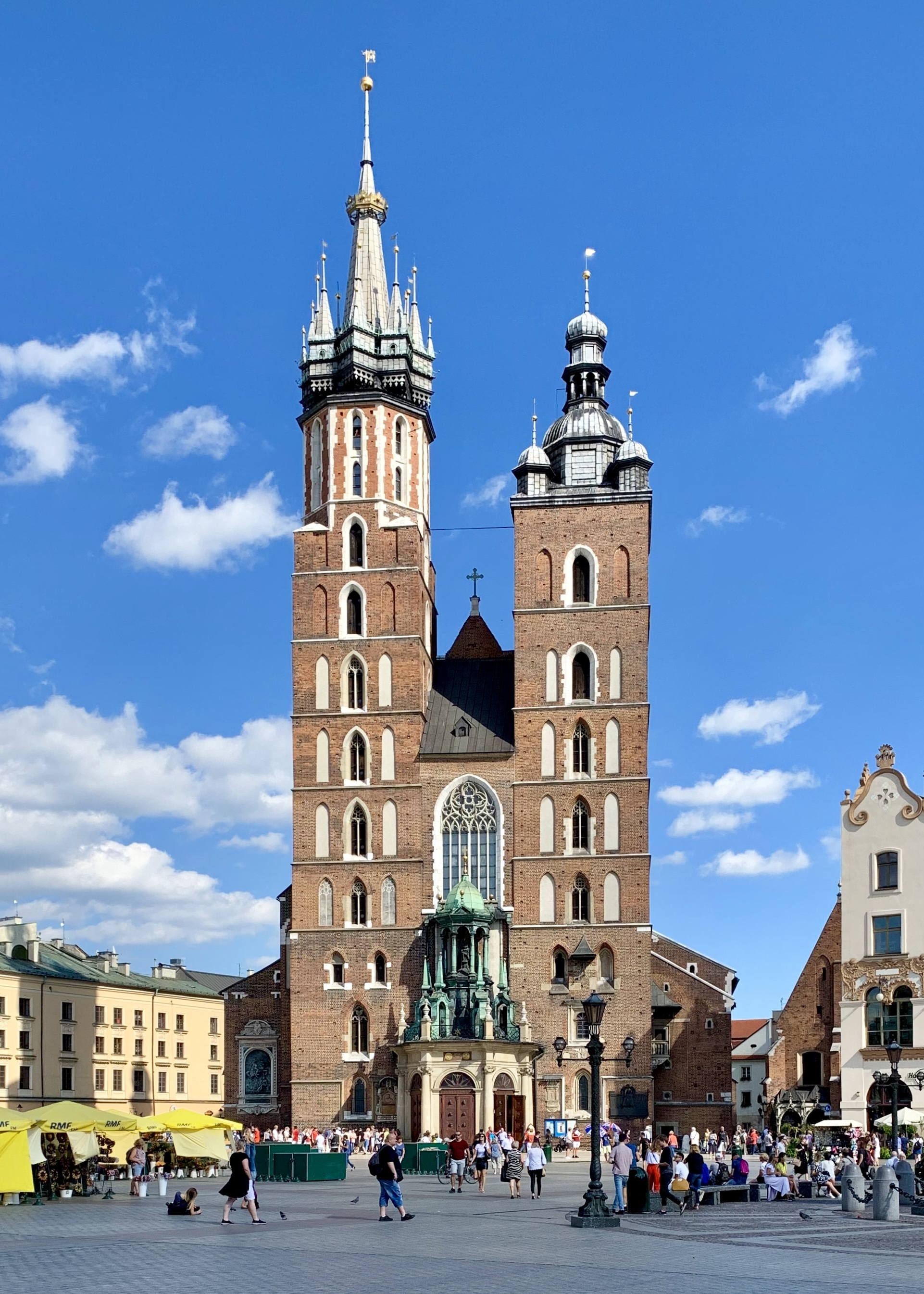
Vue depuis la Place du Marché.
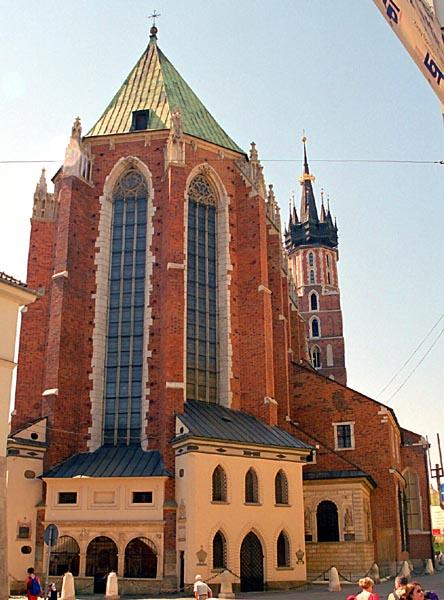
Vue depuis la rue Mikolajska.
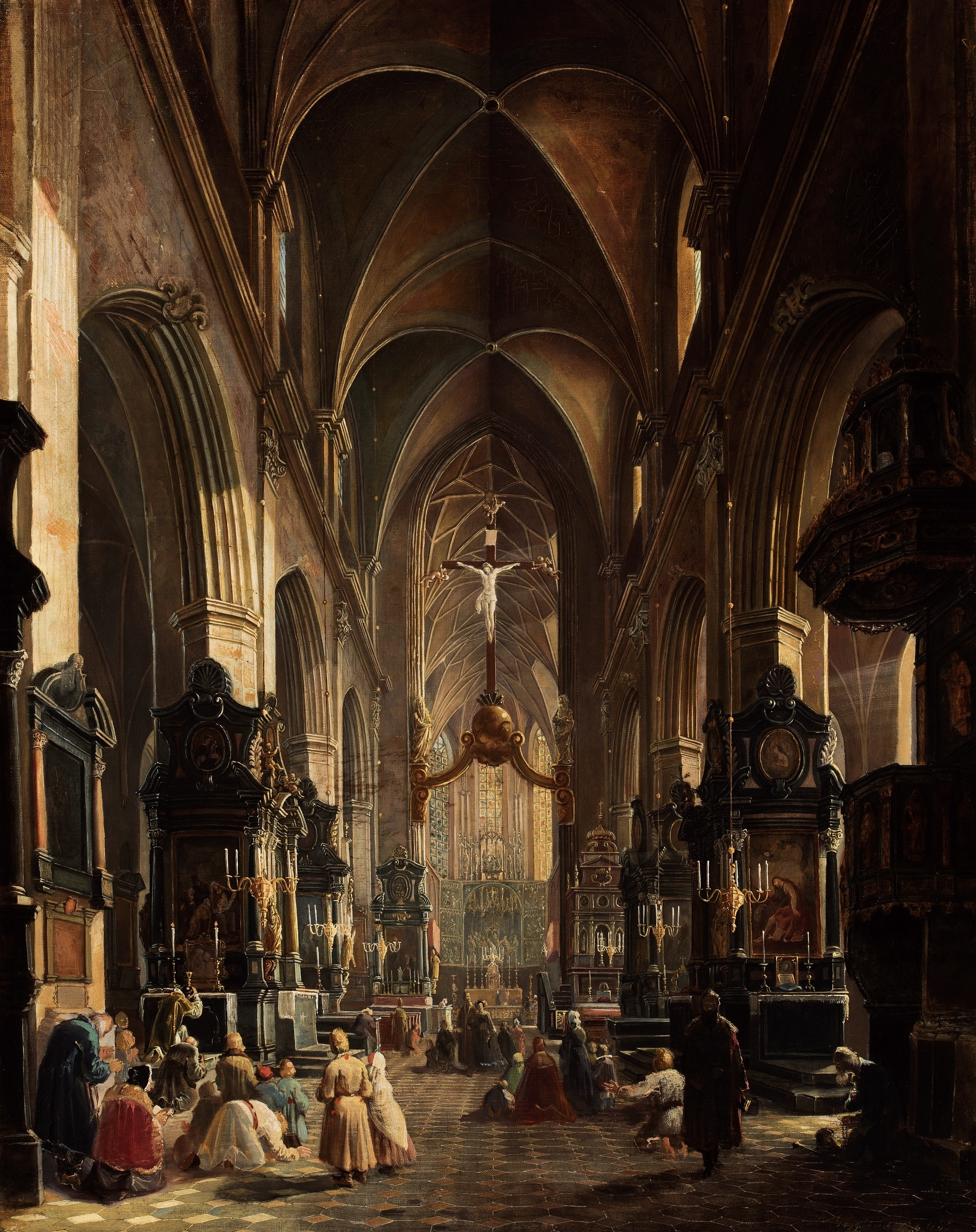
Intérieur de l'église Sainte-Marie à Cracovie, 1858, peinture par Aleksander Gryglewski.
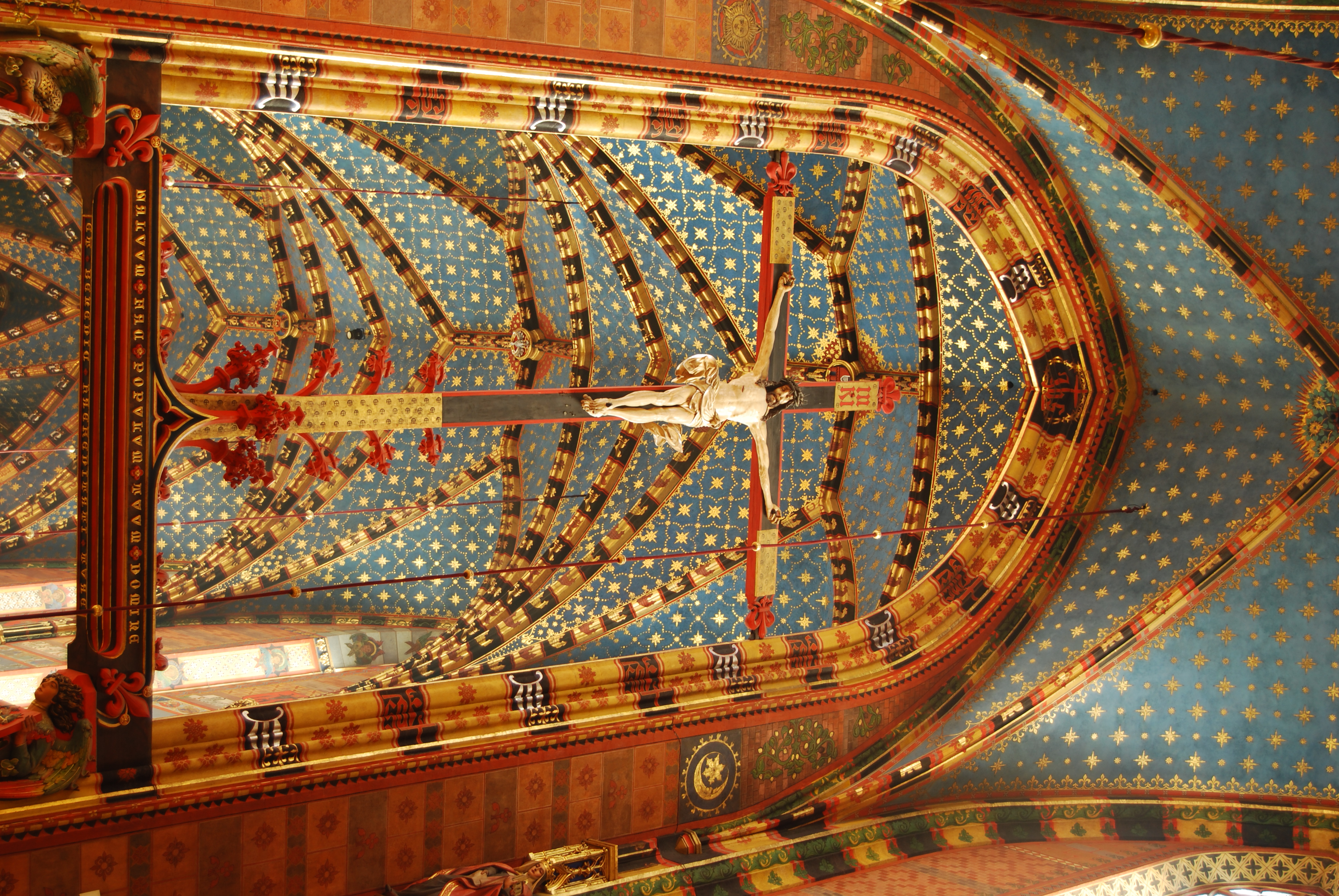
La croix par Wit Stwosz et la voûte étoilée de Jan Matejko.
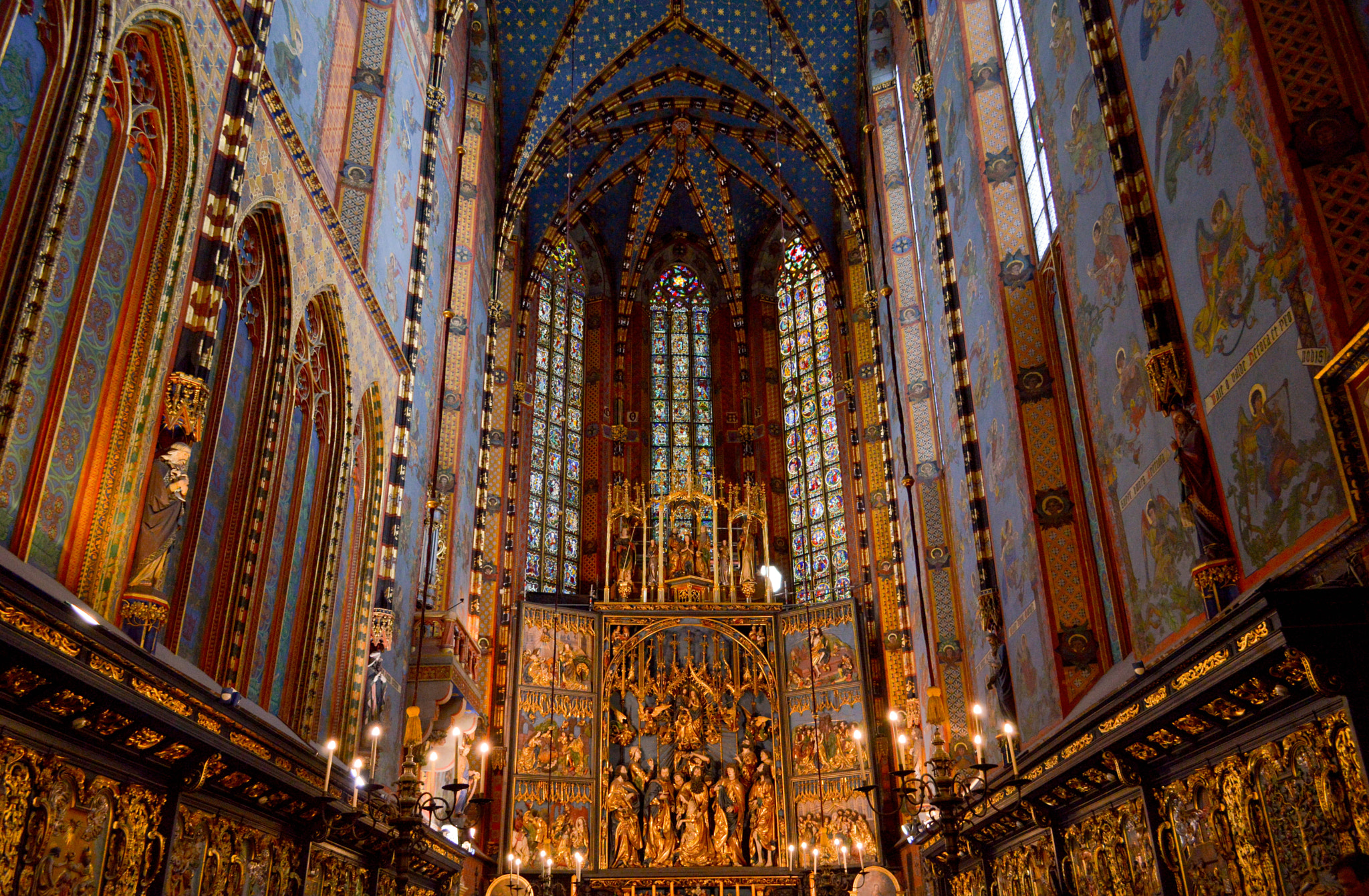
L'autel de Wit Stwosz.
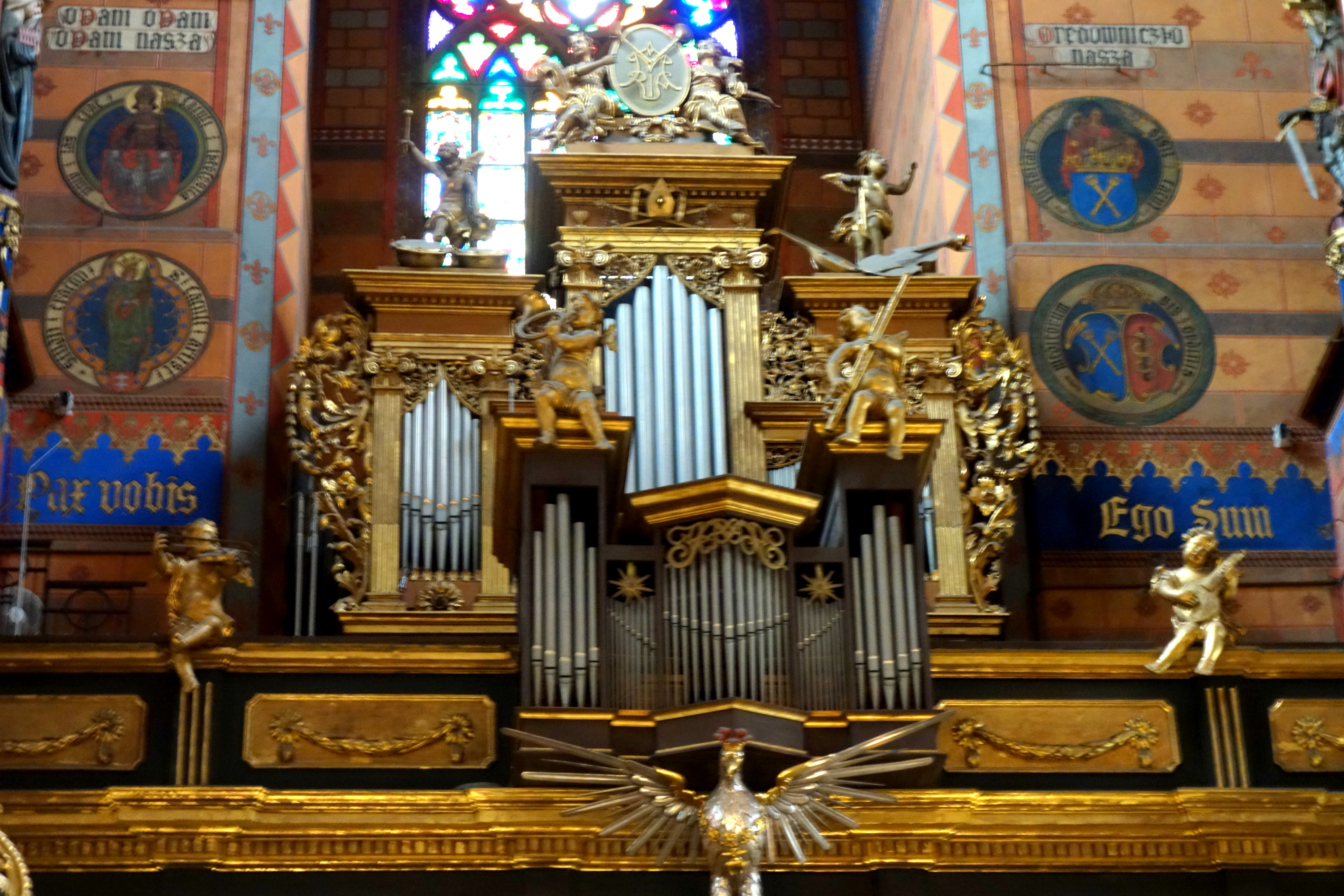
Le grand orgue
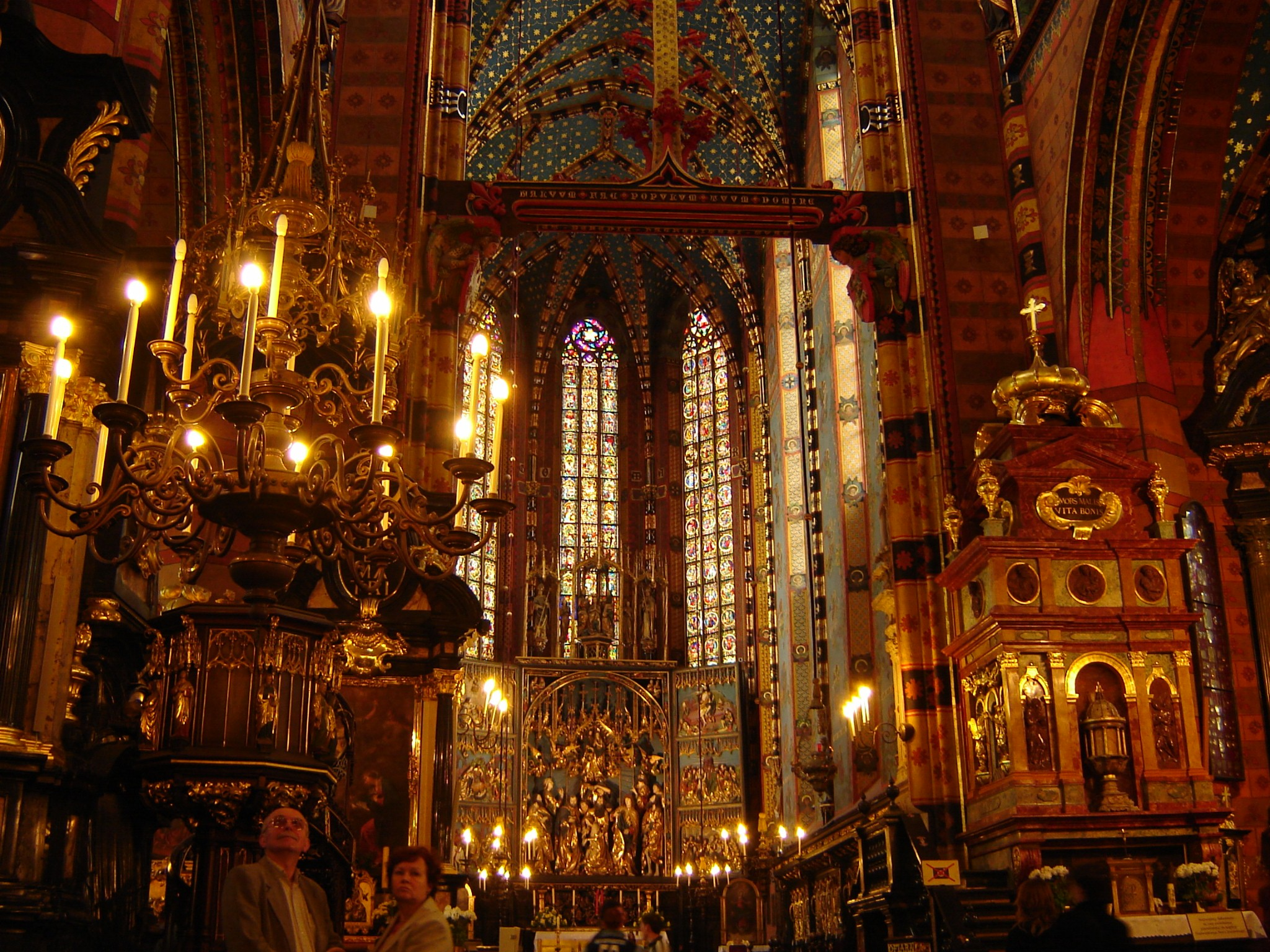
Intérieur de l'église.
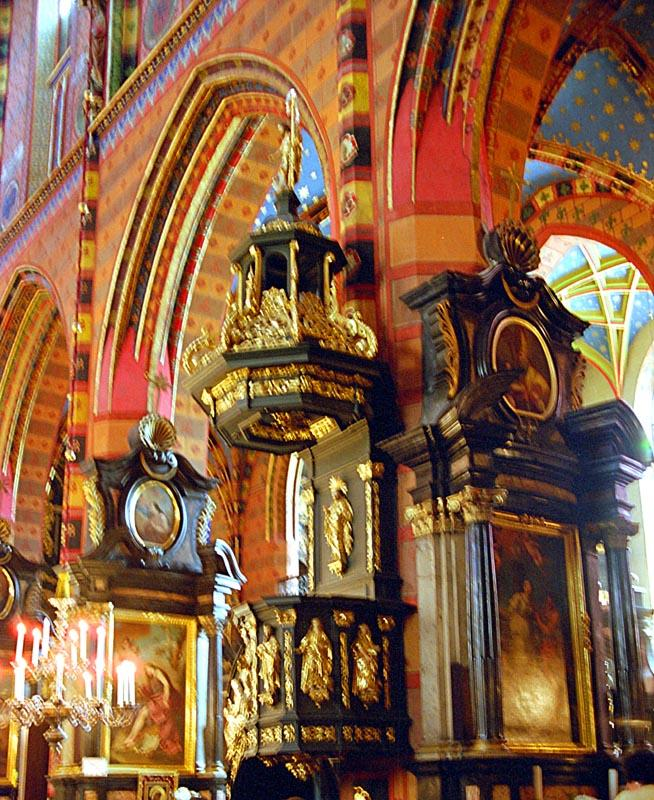
Chaire baroque.
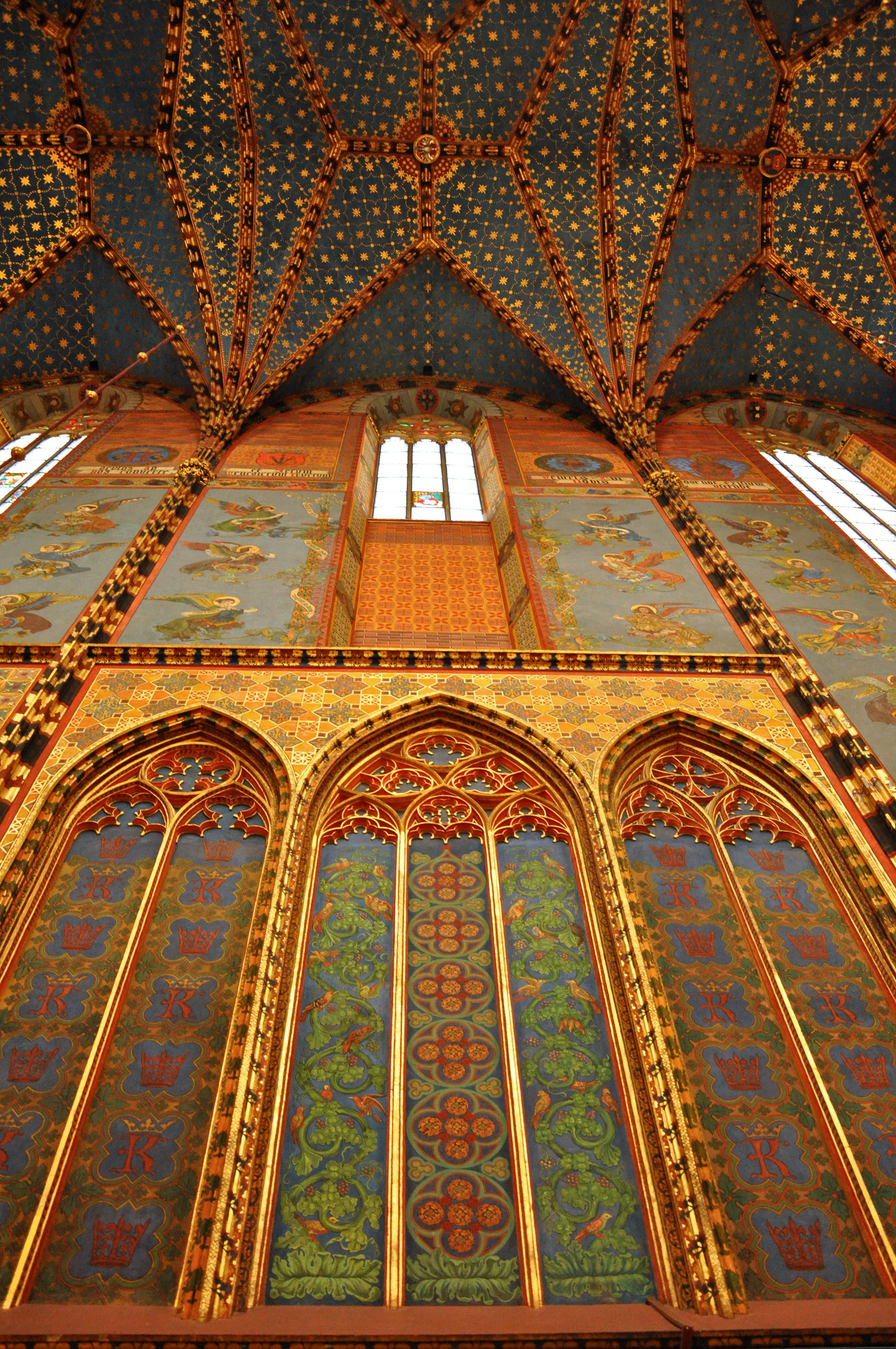
Peinture murale et la voûte étoilée conçues par Jan Matejko.
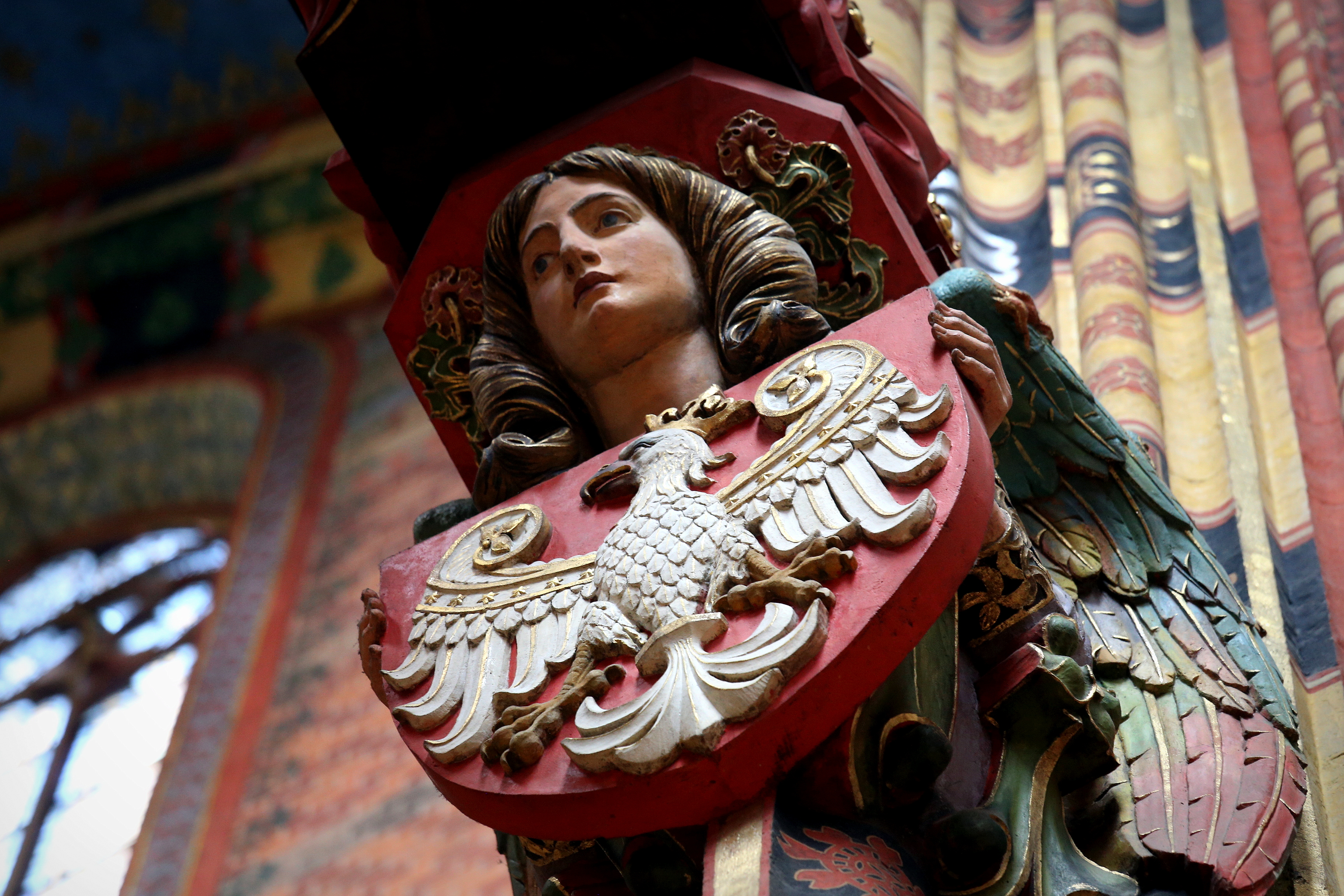
Héraldique polonaise du XIXe siècle.
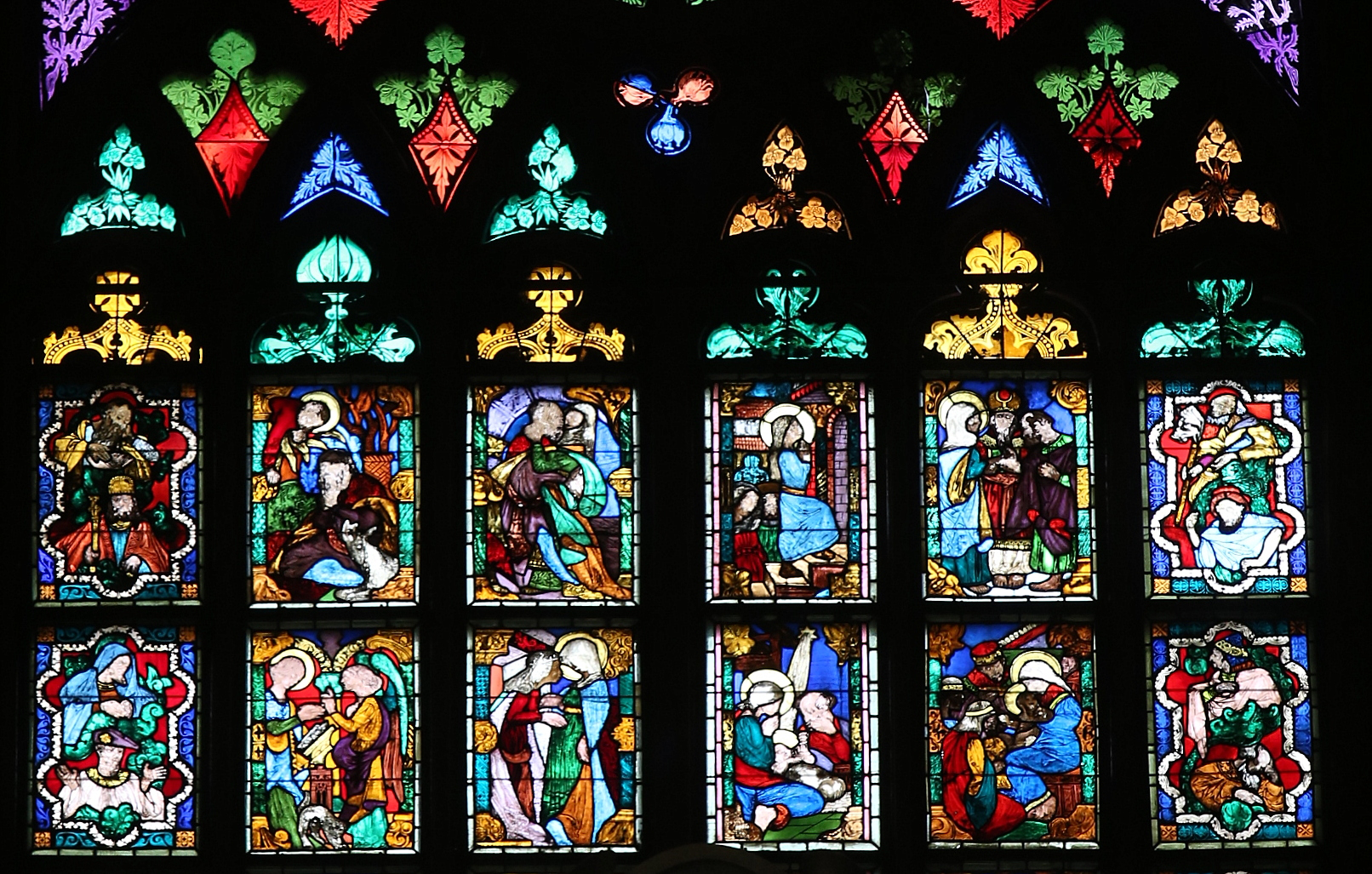
Vitrail d'origine.
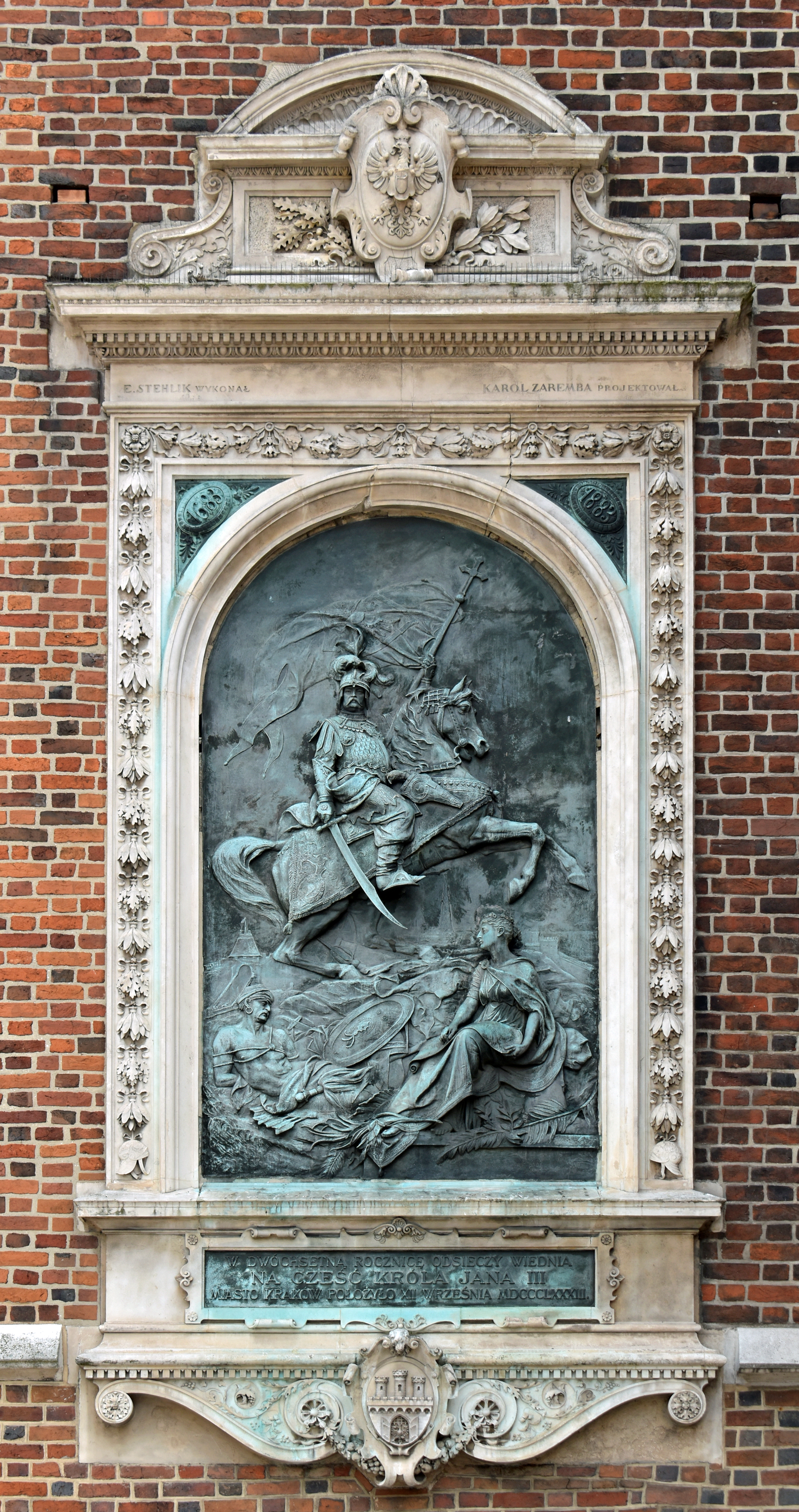
Plaque commémorative de la délivrance de Vienne par Jean III Sobieski.
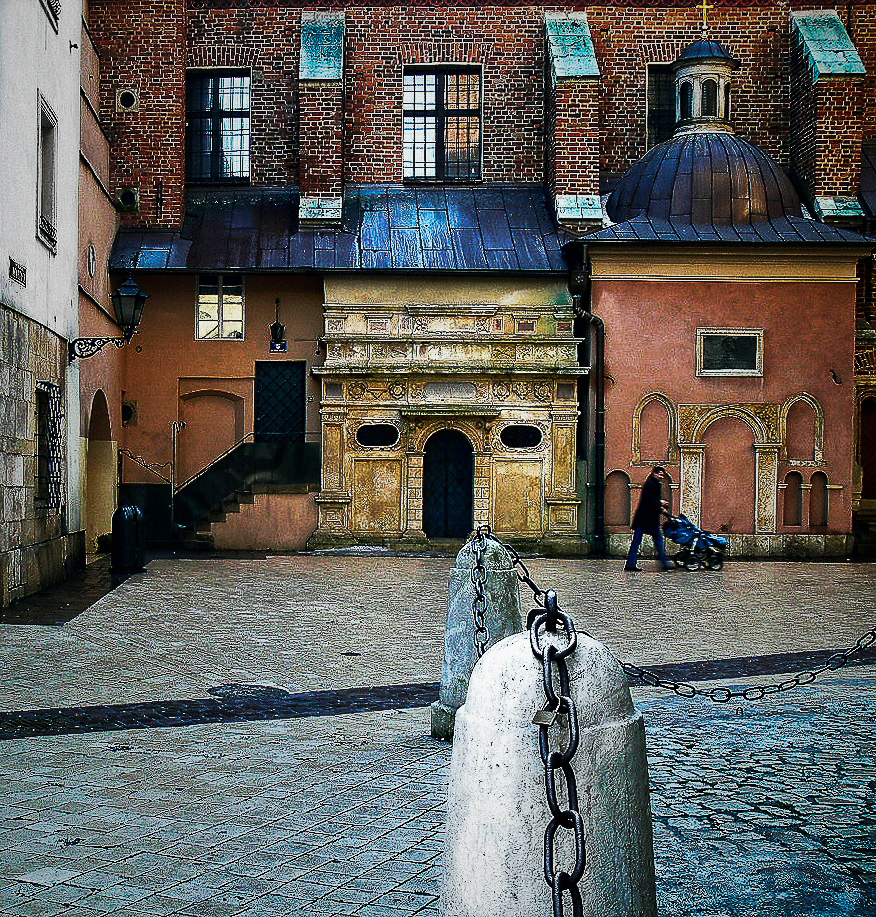
Place Mariacki.

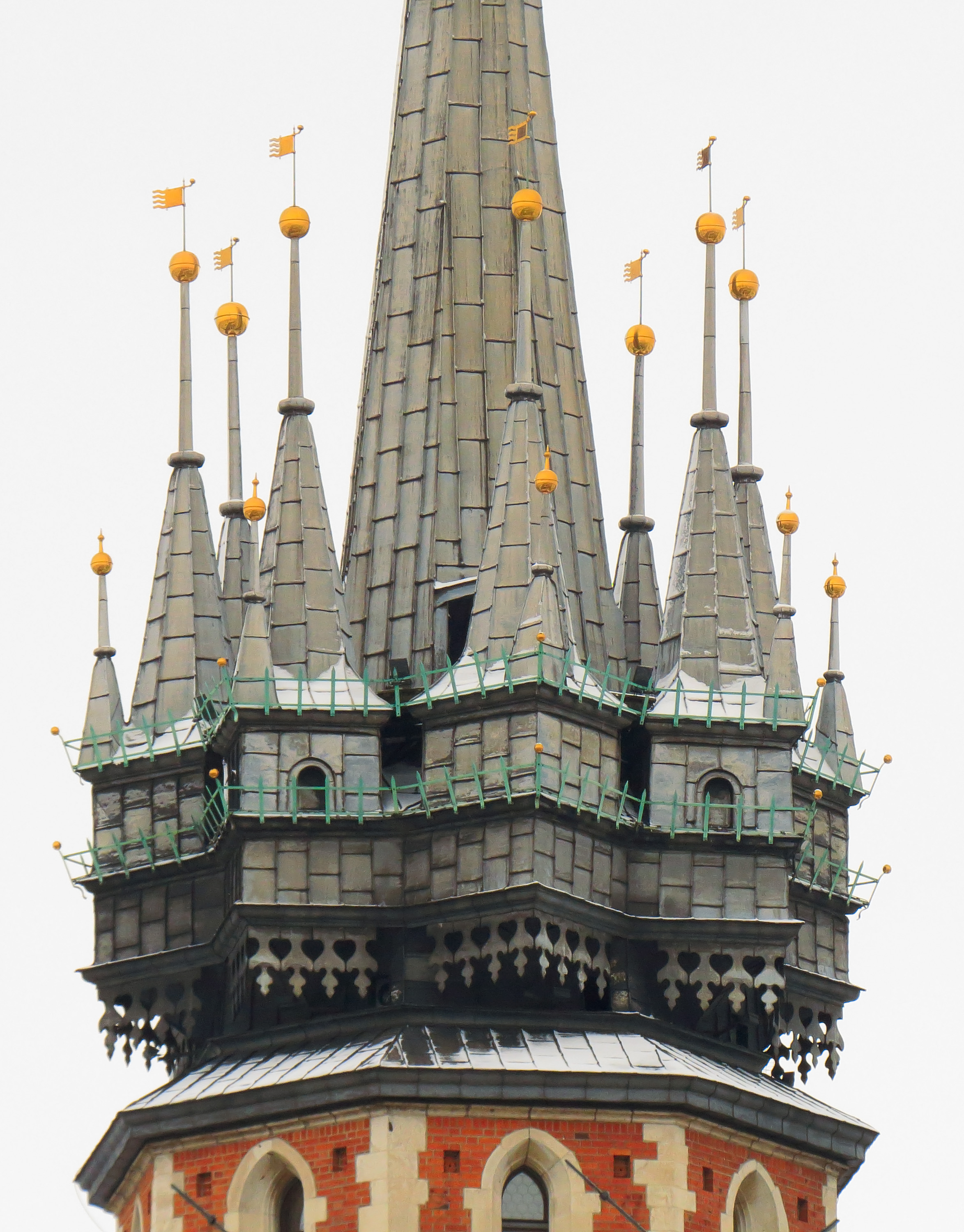
La Tour du trompettiste.
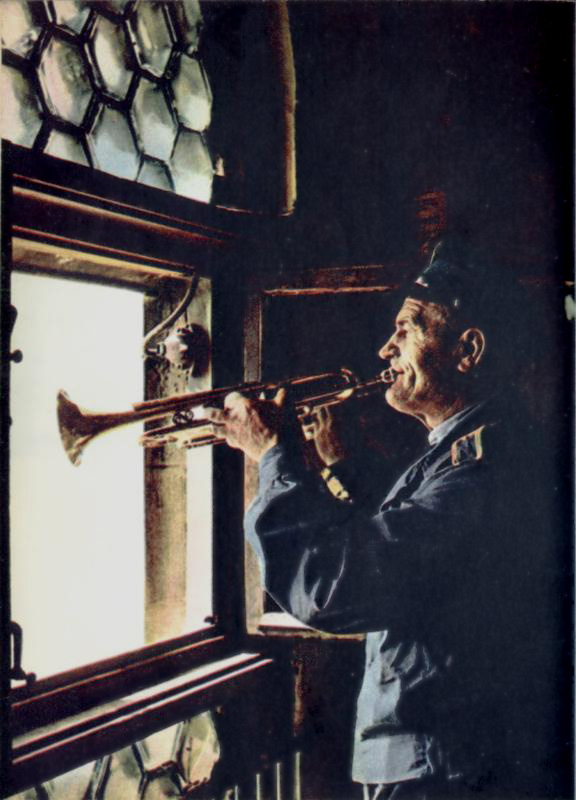
L'heure de hejnał.
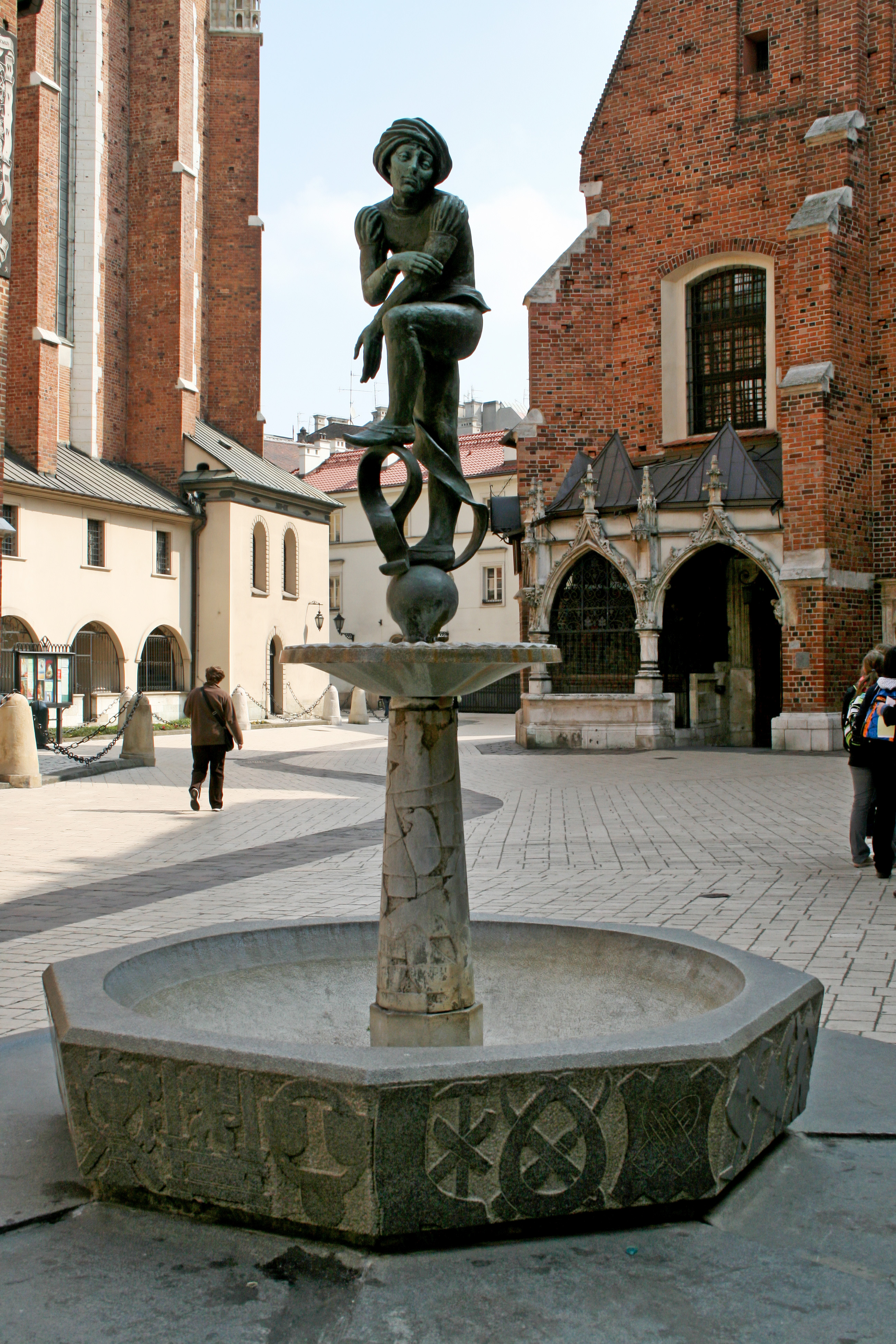
Puits de la place Sainte Marie (Mariacki).
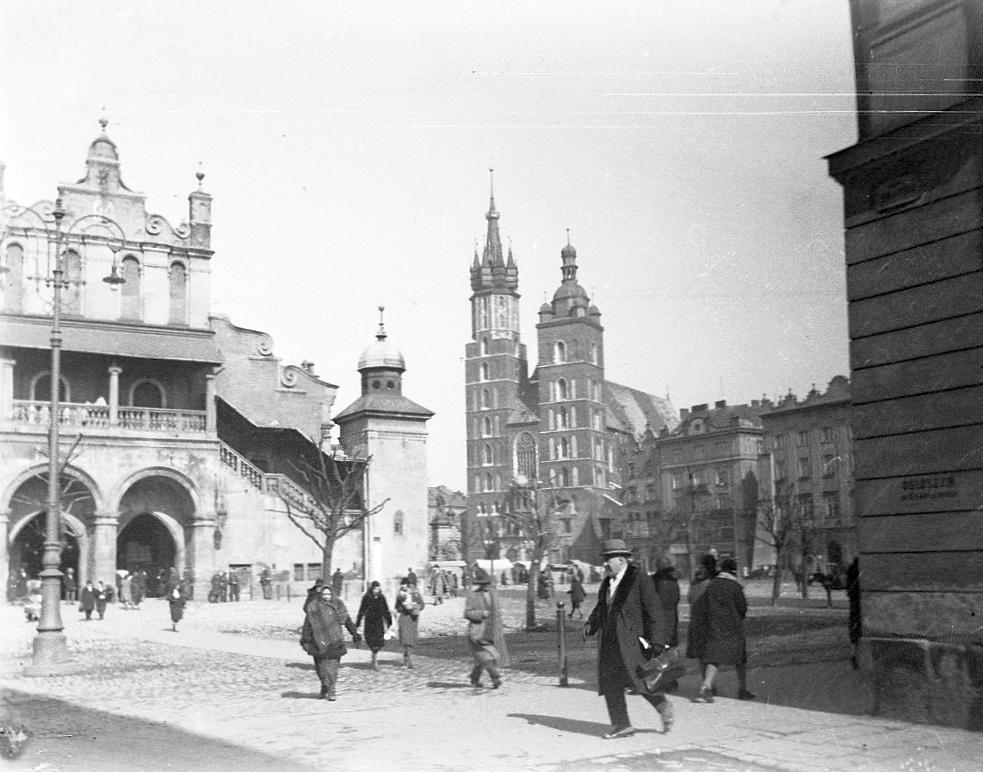
Place du marché, à l'arrière-plan l'église Sainte-Marie de Cracovie, à gauche la halle aux draps, 1931.